# 前田利豁
前田 利豁（まえだ としあきら）は、江戸末期から明治初期の大名、華族。
上野七日市藩第11代（最後）藩主、同藩初代知藩事を務めた。

## 生涯
文政6年（1823年）1月9日、越中富山藩の第9代藩主・前田利幹の八男として江戸で生まれる（異説として第10代藩主・利保の弟であるという説もある）。
第10代藩主・利和の養子となり、利和が天保10年（1839年）11月12日に死去したため、翌天保11年（1840年）2月2日に家督を継いだ。天保12年（1841年）1月8日、町家で火事が起こり、陣屋や長屋などほとんどが類焼してしまった（俗に「燈籠火事」といわれる）。この年、大坂城の警護を命ぜられる。天保13年（1842年）に藩校・成器館を創設する。天保14年（1843年）に藩邸（現存している建物）を再建する。嘉永2年（1849年）2月の旱魃で藩内が大被害を受けると、本家の加賀藩から援助を受けた。嘉永6年（1853年）、黒船来航により、江戸警備を命ぜられた。慶応2年（1866年）には江戸詰の留守居・横尾鬼角らによって、利豁を廃立して若年の利昭を擁立し、藩政を独占しようという陰謀が企てられたが、加賀藩によって鎮圧された。またこの年、上野国吉井ならびに下仁田の警護をする。
慶応4年（1868年）の戊辰戦争では新政府に恭順し、会津藩に出兵する。明治2年（1869年）6月の版籍奉還で七日市藩知事に任じられるが、8月2日に家督を長男・利昭に譲って隠居した。明治10年（1877年）8月16日、東京にて死去した。享年55。

## 系譜
父母
- 前田利幹（実父）
- 章 ー 柴田元意の娘、側室（実母）
- 前田利和（養父）

正室
- 緑操院 ー 岩城隆喜の娘

子女
- 郁
- 前田利昭（長男）生母は緑操院（正室）
- 前田信乃
- 菊
- 始
- 金
- 前田栄次郎
- 赤